# Louis Gooren
Louis Gooren (Wanssum, Limburgo, 14 de diciembre de 1943-Ámsterdam, 17 de septiembre de 2023) fue un endocrinólogo neerlandés. Estudió en la Facultad de Medicina de la Universidad Católica de Nimega entre los años 1962-1970, y posteriormente realizó sus prácticas de medicina interna y endocrinología en la Vrije Universiteit (Universidad Libre) de Ámsterdam, entre los años 1972-1976.
En 1975 fundó la clínica de género en el Hospital de la Vrije Universiteit. En 1976 estudió con John Money en la Universidad Johns Hopkins de Baltimore. Se registró como especialista en medicina interna y endocrinología en 1977 y completó su tesis sobre hormonas testiculares en 1981, doctorándose en ese año.
En 1988 se convirtió en Profesor de Endocrinología en la cátedra especial de Transexualidad de la Universidad Libre de Ámsterdam.
Fue un destacado especialista en el estudio de las causas de la transexualidad, y fue pionero en el estudio de los posibles orígenes biológicos de esta condición.
Su trabajo más importante referido a la transexualidad en coautoría con Jiang-Ning Zhou, Michel A. Hofman y Dick F. Swaab se titula Una diferencia en el cerebro humano y su relación con la transexualidad (A sex difference in the human brain and its relation to transsexuality) publicado por la revista científica "Nature" 378, 68 - 70 (2 de noviembre de 1995)
Retirado en 2008 tras más de treinta y tres años de práctica y estudio con pacientes trans, trabajó en la Universidad Libre de Ámsterdam, de la que ostentaba la plaza de catedrático especializado en este colectivo, hasta su muerte en 2023.